# تنگه آلاس
تنگهٔ آلاس تنگه‌ای است که لومبوک و سامباوا، دو جزیره اندونزی در استان سوندای غربی را از هم جدا می‌کند.
این تنگه تا حدود ۱۴۰۰۰ سال قبل از زمان حال زیر آب نبود و یک پل خشکی تشکیل می‌داد زیرا در آن زمان سطح دریا حدود ۷۵ متر پایین‌تر از زمان حال قرار داشت. بر خلاف آلاس، تنگه لومبوک و تنگه آلور حتی در طول آخرین حداکثر یخبندان دارای شکاف‌های آبی بودند.

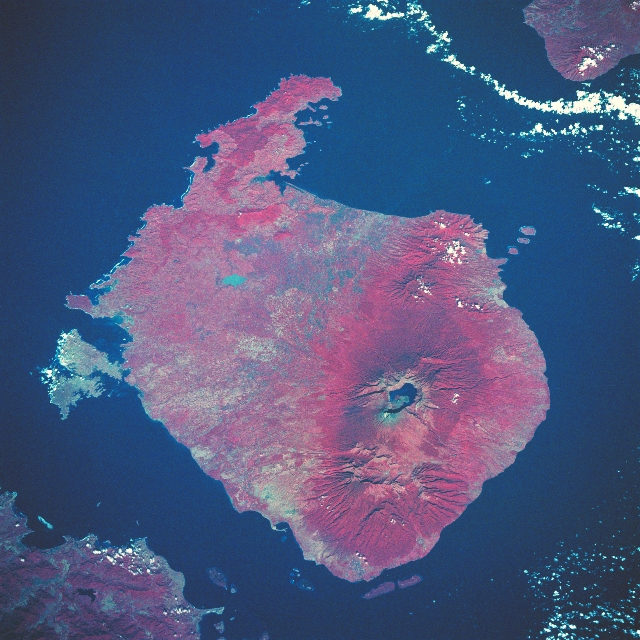
نمای مادون قرمز رنگی آتشفشان رنجانی در جزیره لومبوک، مه ۱۹۹۲. تنگه لومبوک و بالی در بالا، تنگه آلاس و جزیره سامباوا در پایین قرار دارند.